# Полупанов, Игорь Павлович
И́горь Па́влович Полупа́нов (5 декабря 1943, Фергана, Узбекская ССР — 20 октября 2010, Смоленск) — генерал-лейтенант Вооружённых Сил Российской Федерации, советский и российский учёный, общественный и политический деятель. Профессор, заместитель начальника по учебной и научной работе Военной академии войсковой противовоздушной обороны имени А. М. Василевского. Проживал в Смоленске. Поэт, коллекционер (филателист).

## Биография
Игорь Полупанов родился 5 декабря 1943 года в Фергане. В 1962 году окончил Киевский электромеханический техникум железнодорожного транспорта, после чего был призван на службу в Советскую Армию.
Профессиональный военный — всю жизнь прослужил в сухопутных войсках. В 1967 году окончил Киевское высшее артиллерийское инженерное училище, в 1978 году — Военную академию противовоздушной обороны имени А. М. Василевского (Киев). После окончания академии служил на преподавательских должностях сначала в военном учебном центре, затем в Смоленском высшем зенитном ракетном инженерном училище. Защитил кандидатскую диссертацию. Бывший воин-интернационалист.
В училище служил старшим преподавателем, заместителем начальника, начальником кафедры технического обеспечения. С 1989 года преподавал в Военной академии противовоздушной обороны имени А. М. Василевского (Киев), которая после распада СССР была переведена в Смоленск на базу высшего зенитного ракетного инженерного училища, был начальником кафедры применения войск ПВО, заместителем начальника академии. В 1994 году Полупанов получил звание генерал-майора, а в 1996 году — генерал-лейтенанта. В 1999 году вышел в отставку.
Директор, главный консультант Смоленского филиала негосударственного образовательного учреждения «Академия права и управления» (института). Первый декан внебюджетного факультета Смоленского филиала Московского университета МВД РФ (с 24 июля 2001 года).
Председатель Смоленского регионального отделения Академии проблем безопасности, обороны и правопорядка (общероссийской общественной организации).
Кандидат военных наук, является автором более чем 200 научных работ, составил два авторских учебника, был соавтором ещё пяти учебников. Кроме того, занимался поэтическом творчеством, выпустил три поэтических сборника (о лирике, о военной службе), стал членом Союза писателей России.
Умер 20 октября 2010 года, похоронен на Новом кладбище Смоленска.

## Общественно-политическая деятельность
Активно занимался общественной и политической деятельностью, избирался депутатом, заместителем председателя Смоленского горсовета.
Заместитель председателя Смоленского Городского Совета II Созыва по Заднепровскому району Смоленска.
Депутат Смоленского Городского Совета II Созыва (с 2000 года, был членом политической партии «Яблоко»). Был неформальным лидером прогубернаторской части горсовета. С 2003 года член административной комиссии Заднепровского района Смоленска.
С 2002 года был представителем общественности в квалификационной коллегии судей Смоленской области.
В 2003 году член Межведомственной комиссии по устранению административных барьеров при развитии предпринимательства в Смоленске.
Баллотировался в депутаты Смоленского городского Совета третьего созыва (9 января 2005 года), однако по результатам голосования не прошел. Был кандидатом в депутаты Государственной Думы Федерального Собрания Российской Федерации третьего созыва (выдвинут избирательным блоком «Блок генерала Андрея Николаева, академика Святослава Федорова» по Смоленской области как участник движения «Союз народовластия и труда».

## Вклад в филателию
Являлся известным коллекционером-филателистом, специализировался на сталиниане, составил первый в России каталог-справочник, посвящённый этой теме.
Как коллекционер активно интересовался личностью Иосифа Сталина. Как филателист являлся обладателем уникальной коллекции, посвящённой Сталину в филателии: в коллекции И. П. Полупанова было 380 марок сталинской тематики из 400 изданных по всему миру. Полупанов И. П. — автор уникальной книги — каталога-справочника — «Иосиф Сталин на почтовых марках мира». За эту книгу был награждён на съездах Союза филателистов России медалями и грамотами. Был руководителем секции филателистов-военнослужащих Смоленского отделения Всероссийского общества филателистов.

## Почётные звания и награды
Был награждён рядом советских, российских и иностранных орденов и медалей, а также почётных званий, включая:
- Почётный работник высшего профессионального образования Российской Федерации;
- Член-корреспондент Академии военных наук Российской Федерации[1];
- Серебряная медаль Всероссийской с международным участием филателистической выставки «Роль личности в истории», проходившей в Ульяновске 22—27 апреля 2008 года под эгидой Союза филателистов России, за изданный им каталог-справочник «Иосиф Сталин на почтовых марках мира»;
- Серебряная медаль за представленный в конкурсном классе экспонат «Сталин на почтовых марках» на Всероссийской филателистической выставке «Брянск—2008»[24], которая была посвящена 65-летию освобождения Брянщины от немецко-фашистских захватчиков (15 сентября 2008 года).

## Избранные труды
- Полупанов И. П. Творческий подход к образованию (опыт, проблемы, планы) // Сборник научных трудов / И. П. Полупанов, С. А. Дербичева, Н. А. Клименко, П. Н. Астапенко. — М.: Академия права и управления. — 2001. — Вып. 2. — C. 188—197.
- Полупанов И. П., Сенкевич В. В., Горчакова В. О. Характеристика организованной преступности. / Милиция/полиция третьего тысячелетия. Совершенствование подготовки сотрудников органов внутренних дел к взаимодействию с населением // Материалы международной научно-практической конференции. Выпуск 3. — Смоленск: Смоленский регион IPA. 2001. — C. 108.